# Siedlce (Landgemeinde)
Die gmina wiejska Siedlce ist eine selbständige Landgemeinde in Polen im Powiat Siedlecki in der Woiwodschaft Masowien. Ihr Sitz befindet sich in der kreisfreien Stadt Siedlce.

## Geografie

### Geografische Lage

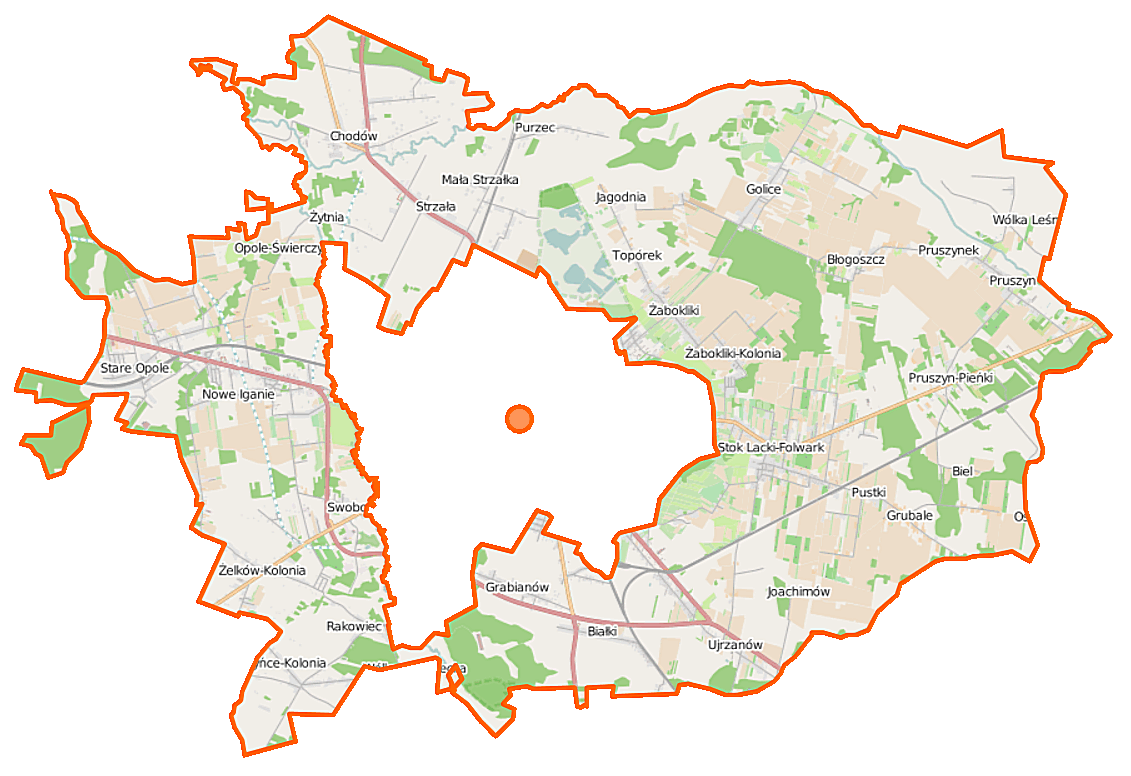
Karte der Gmina

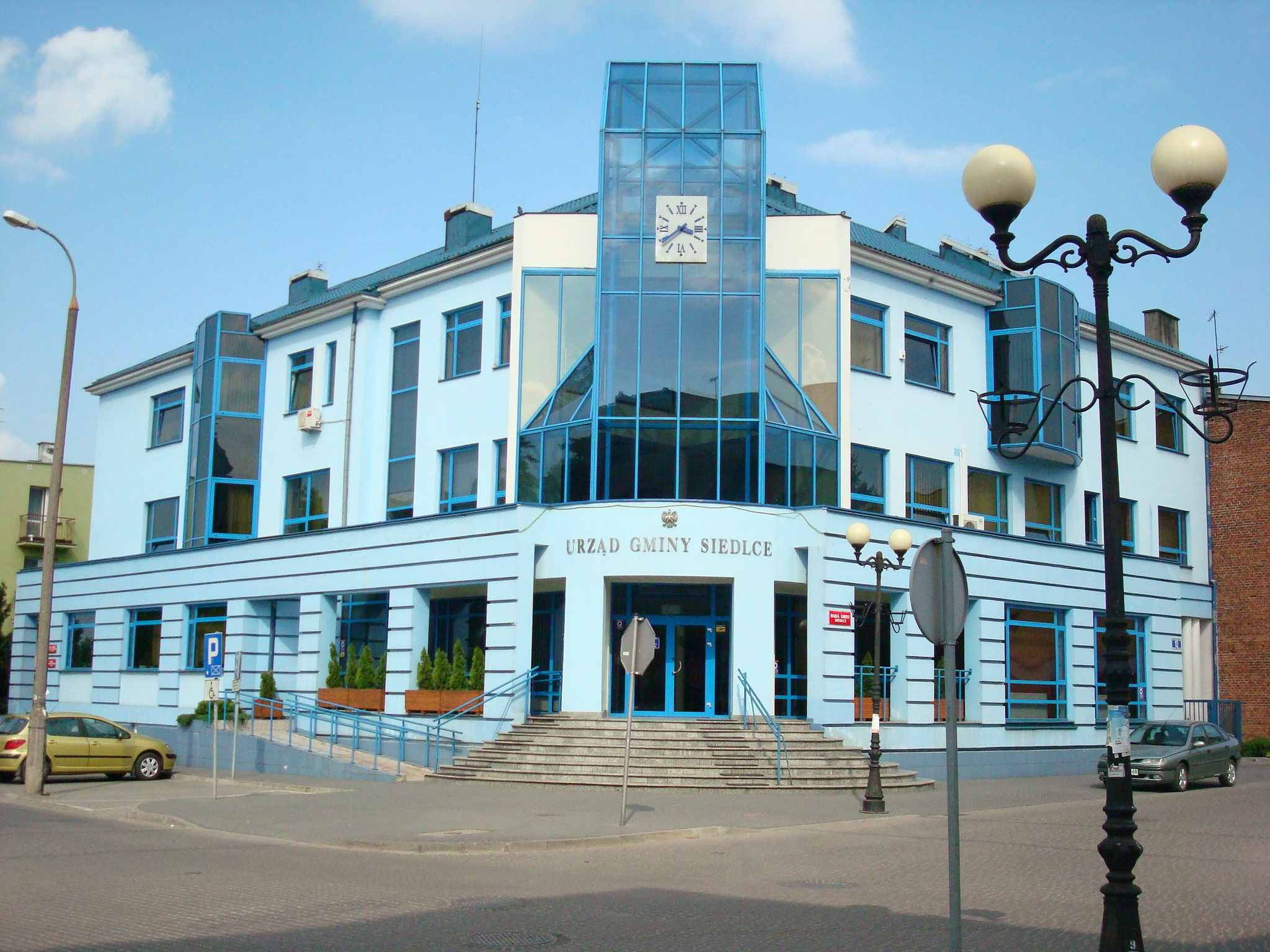
Verwaltungsgebäude in Siedlce

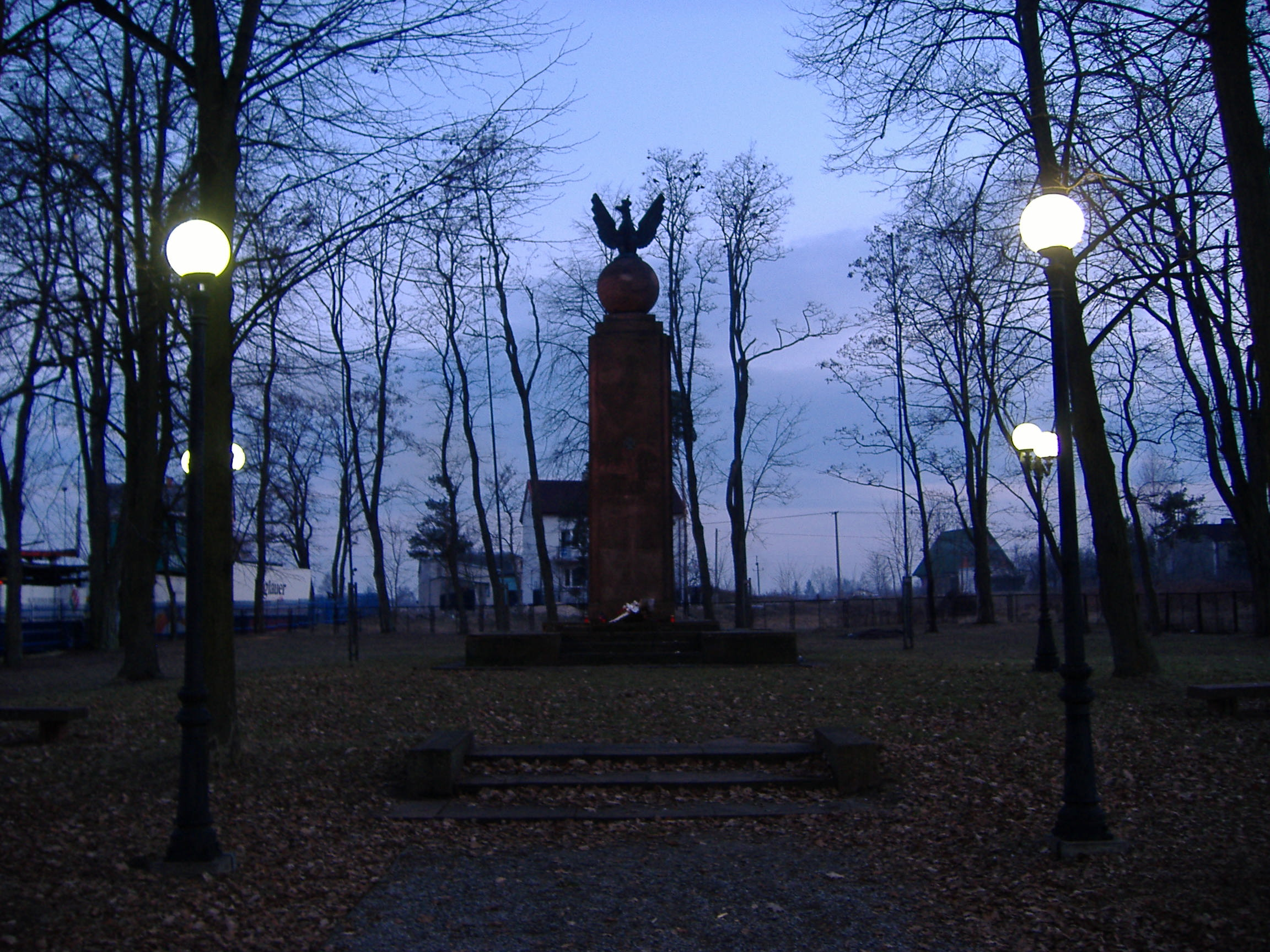
Denkmal der Schlacht von Iganie (1831)

Die Landgemeinde (Gmina) umfasst die Stadt Siedlce an allen Seiten.

### Gemeindegliederung

#### Schulzenämter
Białki
Biel
Błogoszcz
Chodów
Golice
Golice-Kolonia
Grabianów
Grubale
Jagodnia
Joachimów
Nowe Iganie
Nowe Opole
Opole-Świerczyna
Osiny
Ostrówek
Pruszyn
Pruszynek
Pruszyn-Pieńki
Purzec
Pustki
Rakowiec
Stare Iganie
Stare Opole
Stok Lacki
Stok Lacki-Folwark
Strzała
Topórek
Ujrzanów
Wołyńce
Wólka Leśna
Żabokliki
Żabokliki-Kolonia
Żelków-Kolonia
Żytnia

#### Ortschaften etc., ohne Schulzenamt
Grabianów-Kolonia
Wyględówka
Rybakówka

## Geschichte
Am 10. April 1831 siegte, während des polnischen Novemberaufstands, eine polnische Armee mit 11.000 Mann unter dem Generalstabschef Ignacy Prądzyński über die kaiserlich-russischen Truppen. Seit 1931 erinnert ein Denkmal in Nowe Iganie an die Schlacht von Iganie.
Von 1975 bis 1998 gehörte die Landgemeinde zur Woiwodschaft Siedlce. 1991 wurde das Priesterseminar der Diözese Siedlce nach Nowe Opole verlegt.

## Sehenswürdigkeiten
- Kirche in Pruszyn
- Moderne Kirche in Wołyńce
- Priesterseminar in Nowe Opole

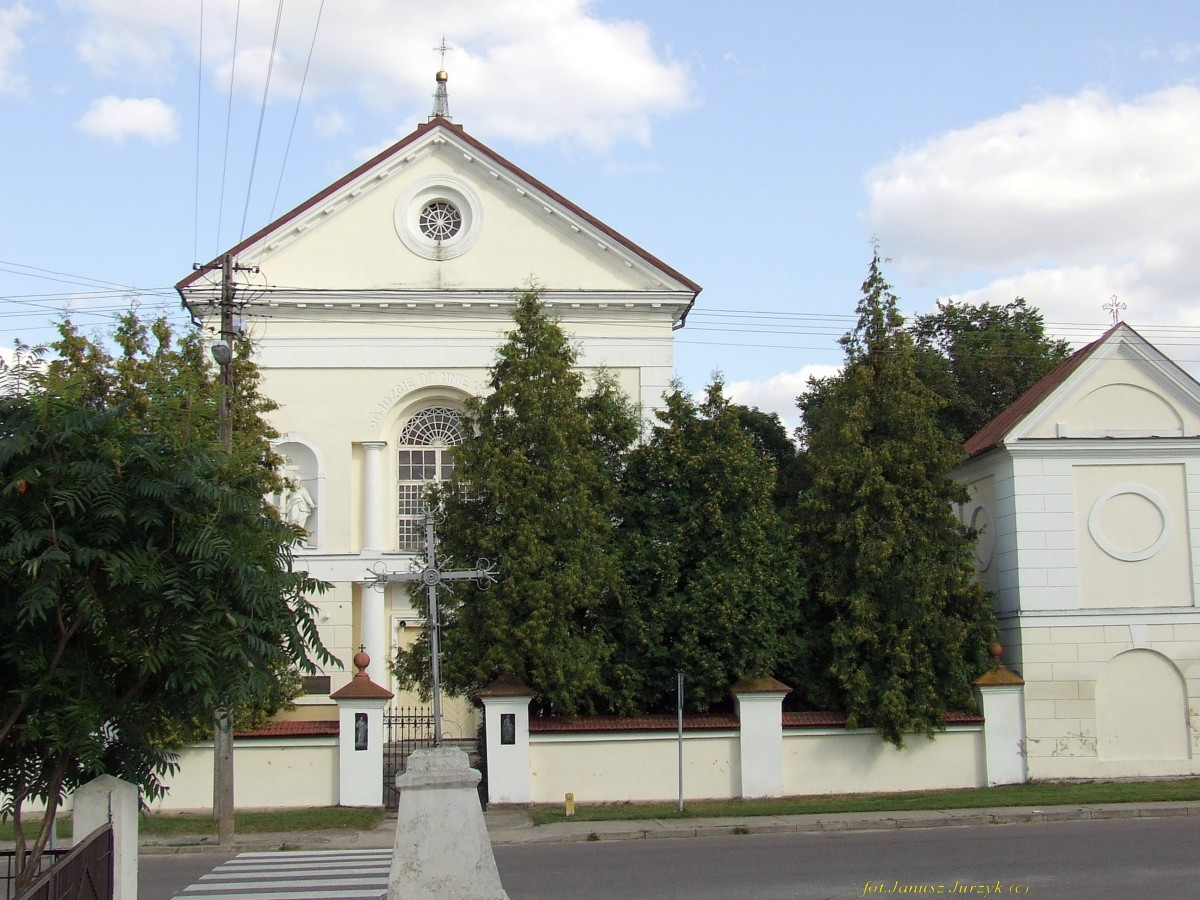
Kirche in Pruszyn

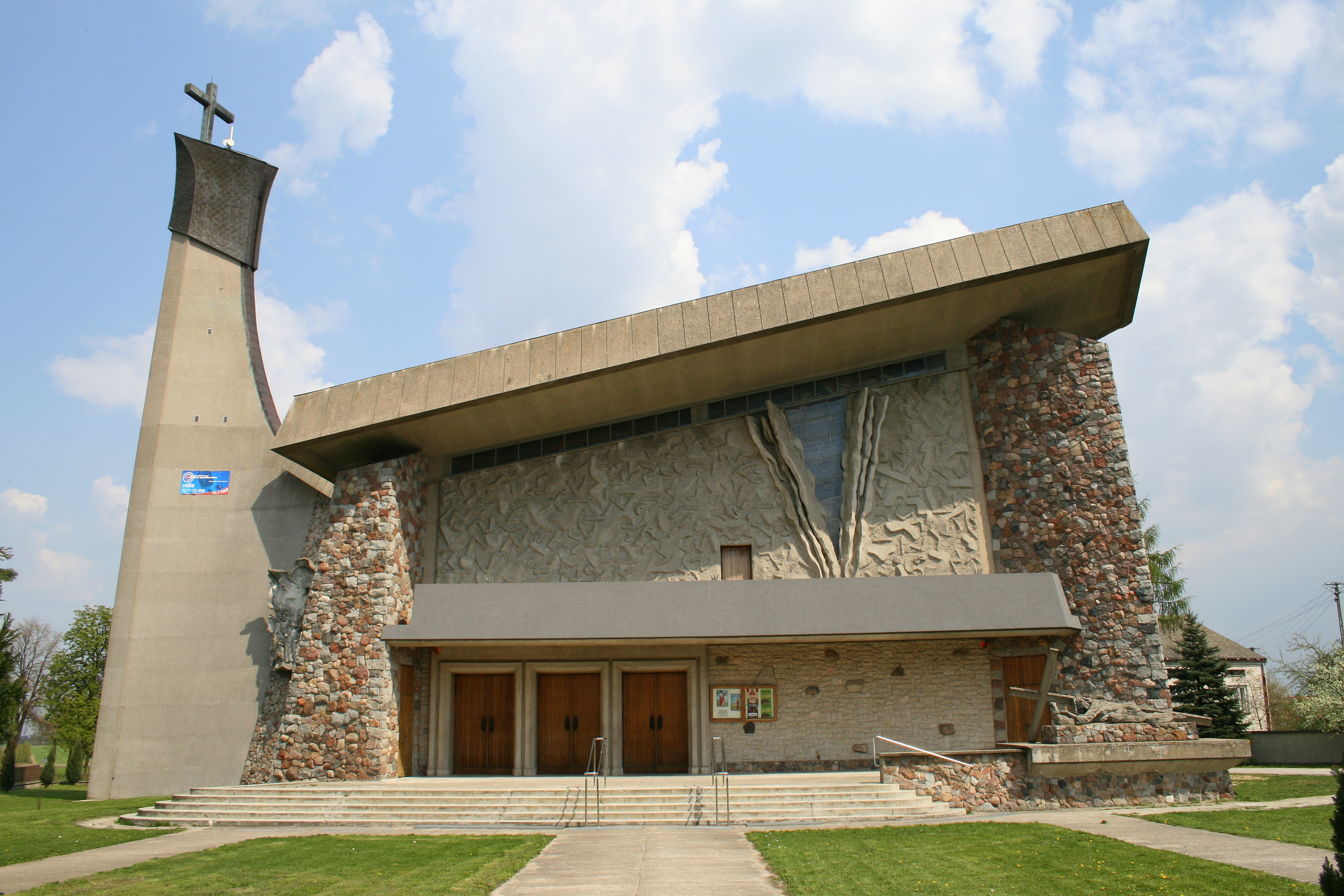
Kirche in Wołyńce

- Denkmal an die Schlacht von Iganie in Nowe Iganie

## Verkehr
Die Europastraße 30 führt durch das Gebiet der Gmina.
Siedlce ist ein Bahnhof an der Hauptstrecke Berlin–Warschau–Moskau.